# Kontrollratsbefehl Nr. 3
Durch den vom Alliierten Kontrollrat erlassenen Kontrollratsbefehl Nr. 3 betreffend einer Registrier- und Arbeitspflicht für alle Personen im erwerbsfähigen Alter vom 17. Januar 1946 wurde eine Registrier- und Arbeitspflicht für Männer von 14 bis 65 und für Frauen von 15 bis 50 Jahren eingeführt. Um dieser Pflicht Nachdruck zu verleihen, lag bei den Arbeitsämtern die Zuständigkeit für Lebensmittelzuteilungen. Wer sich nicht registrieren ließ, dem drohte der Befehl mit dem Entzug der Lebensmittelkarte. Auch die zwangsweise Einweisung in eine Arbeit war vorgesehen.